# Шарль Сімон
Шарль Сімон (фр. Charles Simons, 27 вересня 1906, Антверпен — 5 серпня 1979) — бельгійський футболіст, що грав на позиції півзахисника за клуб «Антверпен», а також національну збірну Бельгії.
Чемпіон Бельгії. 

## Клубна кар'єра
У футболі дебютував 1923 року виступами за команду «Антверпен», кольори якої і захищав протягом усієї своєї кар'єри гравця, що тривала одинадцять років.  За цей час виборов титул чемпіона Бельгії.

## Виступи за збірну
1931 року дебютував в офіційних матчах у складі національної збірної Бельгії. Протягом кар'єри у національній команді провів у її формі 10 матчів.
Був присутній в заявці збірної на чемпіонаті світу 1934 року в Італії, але на поле не виходив.
Помер 5 серпня 1979 року на 73-му році життя.

## Титули і досягнення
- Чемпіон Бельгії (1):

«Антверпен»: 1930-1931